# May Murr
May Murr (en arabe : مي المر, parfois écrit Mayy Murr, née en 1929 et morte le 29 mars 2008) est une historienne, femme politique, écrivaine et poète libanaise.
Avant de se lancer dans l'écriture, May Murr enseigne au Liban, entre autres à l'Université libanaise et l'Académie militaire de l'Armée libanaise (en). Elle est professeure de nombreuses disciplines, dont les mathématiques, la littérature, l'histoire, l'histoire de l'art et la géographie.
Elle commence à faire publier ses œuvres en 1967, et fonde et préside de nombreuses associations culturelles et sociales. Elle est aussi présidente de l'Académie de la pensée libanaise et membre fondatrice du parti politique ultranationaliste des Gardiens des Cèdres.
Elle figure dans l'Anthologie de la Poésie Féminine Mondiale.

## Biographie
Sœur ainée du député libanais Michel Murr, May Murr naît en 1929 dans une famille chrétienne orthodoxe grecque du village de Bteghrine, dans le district du Metn.
Elle étudie l'histoire et la géographie et obtient une licence d'enseignement dans ces deux matières de l'académie libanaise des beaux-arts. En 1973, elle est diplômée en géographie de l'université de Lyon avec pour thème de thèse de doctorat la géopolitique du Liban,. Elle est ensuite professeure de nombreuses disciplines, dont les mathématiques, la littérature, l'histoire, l'histoire de l'art et la géographie, dans plusieurs établissements privés ou publics dont l'Université libanaise et l'Académie militaire de l'Armée libanaise (en).
Elle épouse Alfred Murr, avec qui elle écrit et traduit plusieurs ouvrages ensemble. Lui-même est auteur du Dictionnaire de la civilisation libano-phénicienne. En collaboration avec Saïd Akl, le couple fonde le journal Loubnane. Ensemble, ils ont également cinq enfants.
Elle écrit de la prose, littéraire et scientifique, ainsi que de la poésie en trois langues : le français, l'arabe littéraire et l'arabe libanais, qu'elle appelle le libanais. Elle est considérée comme l'une des plus grandes personnalités du libanais vernaculaire avec Maurice Aouad, Michel Trad et Saïd Acl. Elle publie également de nombreux articles dans la presse libanaise.
Elle est entre autres membre de la Société des Gens de Lettres de France et de la Société Teilhard de Chardin, de l'Academy of American Poets, et membre distinguée de l'International Society of Poets (d) basée à New York.
Avec Étienne Sacr, elle fonde le parti ultranationaliste des Gardiens des Cèdres.
Elle meurt le 29 mars 2008.

## Prix et distinctions
- Prix Saïd Akl, 1970[3]
- Prix des Gens de lettres de France, 1968[2]
- Prix de la Rose des poètes, 1969[2]
- Prix Fakhreddine[2], 1974[3]
- Grand Prix Europa, 1999[2]
- Femme de l'année de l'American Biographical Institute, 2003[2]